# Чанган
Чанган (на чосонгъл:장강군, правопис по системата на Маккюн-Райшауер Changgang) е кун или община в провинция Чаган, Северна Корея. До 1949 година е била част от Канге. Граничи с Хвапхен и Ранрим на изток, Канге и Сичхун на запад, Сонган на юг и Часон на север. Община Чанган включва един уп (малък град) - Чанган, 3 родончаку (работнически околии) и 10 ри (села). Общото население възлиза на 67 000 души за 1991 година. Гъстотата на населението е 91 души/кв.км.

## География
Площта на община Чанган възлиза на 740 кв. км. Предобладава планинския терен, като се отличава планината Чогюрьон на югозозапад. Най-висок е връх Кхумпасан (1918 метра).

## Транспорт и икономика
Общината се свързва с останалата част от КНДР чрез една жп-линия и няколко второкласни пътища. Летища няма. Произвеждат се газирани напитки и фармацевтични продукти. Добива се основно цинк. Отглеждат се ориз и грозде около бреговете на река Чонсон.